# Grimsjön, Härjedalen
Grimsjön är en sjö i Härjedalens kommun i Härjedalen och ingår i Ljusnans huvudavrinningsområde. Sjön har en area på 1,44 kvadratkilometer och ligger 509 meter över havet. Sjön avvattnas av vattendraget Grimsjöbäcken.

## Delavrinningsområde
Grimsjön ingår i det delavrinningsområde (687196-140621) som SMHI kallar för Utloppet av Grimsjön. Medelhöjden är 518 meter över havet och ytan är 6,4 kvadratkilometer. Det finns inga avrinningsområden uppströms utan avrinningsområdet är högsta punkten. Grimsjöbäcken som avvattnar avrinningsområdet har biflödesordning 4, vilket innebär att vattnet flödar genom totalt 4 vattendrag innan det når havet efter 274 kilometer. Avrinningsområdet består mestadels av skog (36 procent) och sankmarker (30 procent). Avrinningsområdet har 1,55 kvadratkilometer vattenytor vilket ger det en sjöprocent på 24,3 procent.